# ZCCHC17
ZCCHC17 (англ. Zinc finger CCHC-type containing 17) – білок, який кодується однойменним геном, розташованим у людей на короткому плечі 1-ї хромосоми.  Довжина поліпептидного ланцюга білка становить 241 амінокислот, а молекулярна маса — 27 570.
| 10         |  | 20         |  | 30         |  | 40         |  | 50         |
| ---------- |  | ---------- |  | ---------- |  | ---------- |  | ---------- |
| MNSGRPETME |  | NLPALYTIFQ |  | GEVAMVTDYG |  | AFIKIPGCRK |  | QGLVHRTHMS |
| SCRVDKPSEI |  | VDVGDKVWVK |  | LIGREMKNDR |  | IKVSLSMKVV |  | NQGTGKDLDP |
| NNVIIEQEER |  | RRRSFQDYTG |  | QKITLEAVLN |  | TTCKKCGCKG |  | HFAKDCFMQP |
| GGTKYSLIPD |  | EEEEKEEAKS |  | AEFEKPDPTR |  | NPSRKRKKEK |  | KKKKHRDRKS |
| SDSDSSDSES |  | DTGKRARHTS |  | KDSKAAKKKK |  | KKKKHKKKHK |  | E          |

A: Аланін

C: Цистеїн

D: Аспарагінова кислота

E: Глутамінова кислота

F: Фенілаланін

G: Гліцин

H: Гістидин

I: Ізолейцин

K: Лізин

L: Лейцин

M: Метіонін

N: Аспарагін

P: Пролін

Q: Глутамін

R: Аргінін

S: Серин

T: Треонін

V: Валін

W: Триптофан

Кодований геном білок за функціями належить до рибонуклеопротеїнів, фосфопротеїнів. 
Задіяний у таких біологічних процесах як ацетиляція, альтернативний сплайсинг. 
Білок має сайт для зв'язування з іонами металів, іоном цинку. 
Локалізований у ядрі.